# Слесин
Слесин (пол. Ślesin)  —  город  в Польше, входит в Великопольское воеводство,  Конинский повят.  Имеет статус городско-сельской гмины. Занимает площадь 7,18 км². Население 3324 человек (на 2004 год).